# Chicanos
Pour la chanson, voir Chicano (chanson).

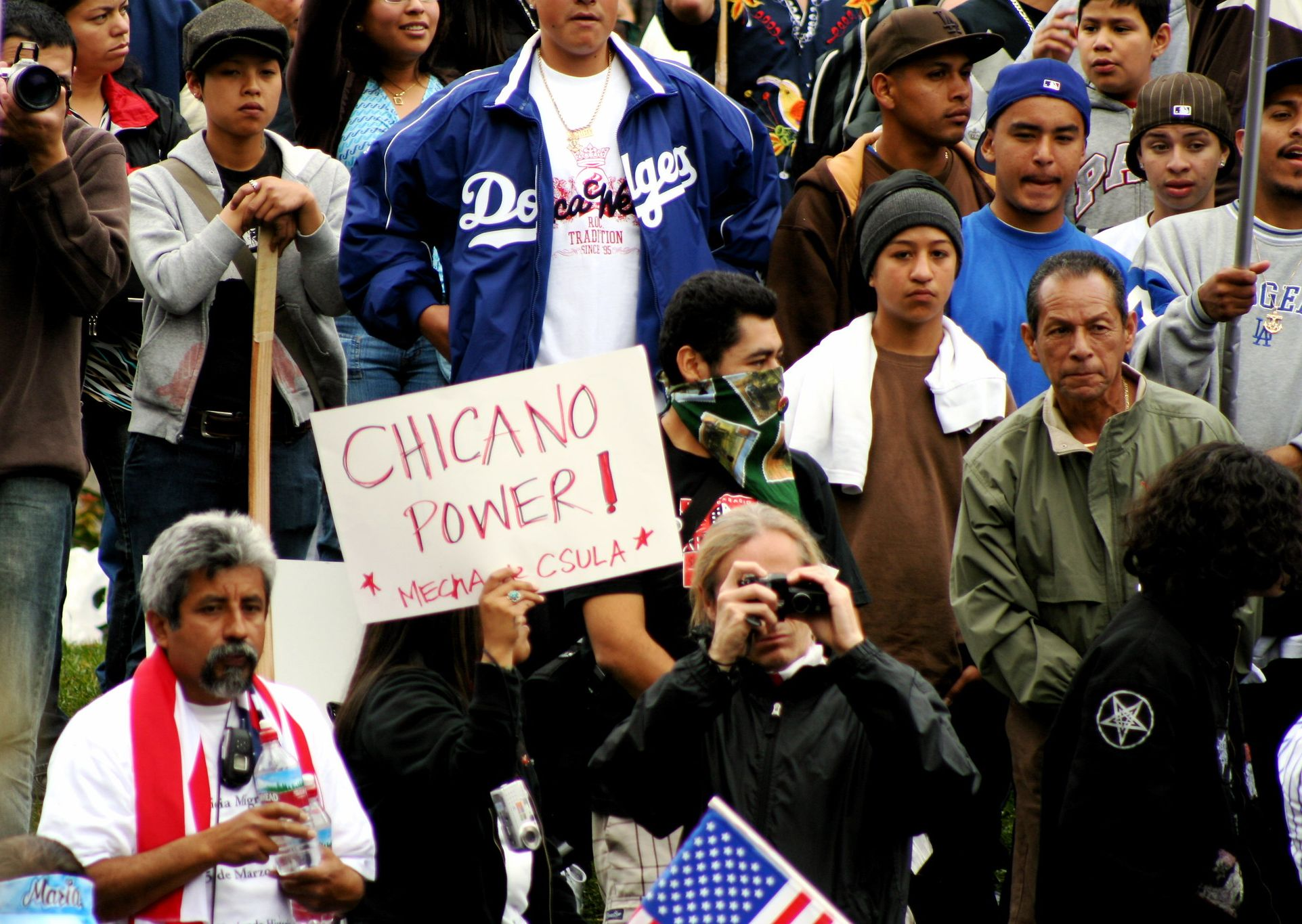
Manifestation pour les droits des "Chicanos" le 15 avril 2006 à Los Angeles.

Chicano est un terme qui désigne une identité culturelle employée d’abord par certains Mexicano-Américains. Il peut aussi désigner une personne ayant des origines à la fois aux États-Unis et en Amérique latine. Le mot « chicano » porte aussi une connotation assez péjorative.
Le fait d'être Chicano est avant tout le fait d'être un Mexicain vivant aux États-Unis, mais il s'avère qu'être Chicano peut être aussi considéré comme un style, un mode de vie. En effet certains Salvadoriens, Colombiens ou autres Latinos se considèrent comme des Chicanos. C'est un certain style de vie porté sur une musique particulière (voir rock chicano ou chicano punk) ou par un style vestimentaire, une attitude spécifique unique (la classe, les lowriders et les expressions « spanglish ») qui fait que même des non-Mexicains qui répondent aux critères du « chicanisme » peuvent être considérés comme Chicanos.
Les femmes chicanas, subissant une double discrimination (en tant que femmes et en tant que chicanas), sont à l'origine du féminisme chicana à partir des années 1970.

## Étymologie
Le mot « Chicano » partage une origine en nahuatl avec « Mexico » et « mexicano ». « Mexica » (prononcer [me'shi.ka]) est le nom utilisé par les Aztèques pour désigner le territoire. C'est aussi un dérivé du mot « Mexicanos » qui devient « Xicanos » et donc phonétiquement « Chicanos ». Noter que « Xicanos », qui se dit moins couramment, est quand même employé.